# Stazione meteorologica di Tolmezzo
La stazione meteorologica di Tolmezzo è la stazione meteorologica di riferimento relativa alla località di Tolmezzo.

## Coordinate geografiche
La stazione meteo si trova nell'Italia nord-orientale, in Friuli-Venezia Giulia, in provincia di Udine, nel comune di Tolmezzo, a 323 metri s.l.m. e alle coordinate geografiche 46°24′N 13°01′E.

## Dati climatologici
In base alla media trentennale di riferimento 1961-1990, la temperatura media del mese più freddo, gennaio, si attesta a +0,7 °C; quella del mese più caldo, luglio, è di +20,4 °C .
| Tolmezzo           | Mesi | Mesi | Mesi | Mesi | Mesi | Mesi | Mesi | Mesi | Mesi | Mesi | Mesi | Mesi | Stagioni | Stagioni | Stagioni | Stagioni | Anno |
| Tolmezzo           | Gen  | Feb  | Mar  | Apr  | Mag  | Giu  | Lug  | Ago  | Set  | Ott  | Nov  | Dic  | Inv      | Pri      | Est      | Aut      | Anno |
| ------------------ | ---- | ---- | ---- | ---- | ---- | ---- | ---- | ---- | ---- | ---- | ---- | ---- | -------- | -------- | -------- | -------- | ---- |
| T. max. media (°C) | 5,0  | 7,1  | 10,7 | 15,3 | 20,5 | 23,7 | 26,2 | 25,6 | 22,6 | 17,0 | 10,1 | 5,7  | 5,9      | 15,5     | 25,2     | 16,6     | 15,8 |
| T. min. media (°C) | −3,6 | −2,7 | 1,0  | 5,4  | 9,5  | 13,0 | 14,6 | 14,2 | 11,7 | 7,0  | 2,3  | −1,6 | −2,6     | 5,3      | 13,9     | 7,0      | 5,9  |